# Johan Rönnby
Bo Eric Johan Rönnby, född 16 oktober 1962, är en svensk marinarkeolog, dykare och forskare. Han disputerade 1995 vid Stockholms universitet och är professor i marinarkeologi vid Södertörns högskola. 
Rönnby har från 1980-talet deltagit i marinarkeologiska projekt som utgrävningen av en bronsålderhydda vid den skotska sjön Loch Tay och bärgningarna av den medeltida Oskarshamnskoggen.
Andra projekt han utforskat och dokumenterat är Gribshunden, Resande Man, Briggen Margareta af Vätö, Saltskutan Anna Maria, Kravellen vid Franska Stenarnaoch Mars. Rönnby är ytterst ansvarig för högskolans marinarkeologiska utbildning vid Institutionen för historia och samtidsstudier. Dessutom är han verksam med dykning, forskning och dokumentation av gamla skeppsvrak i Östersjön och i MARIS samarbete med Statens maritima och transporthistoriska museer.